# هیلدا الیس داویدسون
هیلدا رودریک الیس داویدسون (زاده ۱ اکتبر ۱۹۱۴ - درگذشته ژانویه ۲۰۰۶) (به انگلیسی: Hilda Roderick Ellis Davidson) یک عتیقه‌شناس و عضو فرهنگستان بود. به ویژه در مورد عقاید آلمانی‌ها و سلتی‌هایی که در عصر آهن و پیش از دوران مسیحیت می زیستند، مطلب نوشت.داویدسون از مدارک ادبی، تاریخی و باستانشناسی برای بحث در مورد داستان‌ها و رسوم مردم اروپای شمالی استفاده کرد.کتاب خدایان و اسطوره‌های اروپای شمالی او (کتابهای پنگوئن ،۱۹۶۴ ) به عنوان کامل‌ترین و قابل اطمینان‌ترین منابع در مورد اسطوره‌شناسی آلمانی شناخته شده‌است.